# Az NBA történetének 50 legnagyobb játékosa
Az NBA történetének 50 legnagyobb játékosát (ismert még, mint NBA 50. Évforduló All-Time Csapat, vagy NBA Top 50-je) 1996-ban a National Basketball Association (NBA) megalakulásának 50. évfordulóján választották meg. Ezt az ötven játékost egy médiatagokból, korábbi játékosokból és edzőkből, valamint jelenlegi és korábbi igazgatókból álló bizottság szavazatai alapján választották. Ezen felül az ünnepség részeként a médiatagok megválasztották a tíz legjobb vezetőedzőt, valamint a tíz legjobb csapatot is. Az ötven játékosnak karrierje legalább egy részét az NBA-ben kellett töltenie. Megválasztásuk attól függetlenül történt, milyen poszton játszottak.
A listát 1996. október 29-én hozta nyilvánosságra David Stern, az NBA vezetője New Yorkban, a Grand Hyatt Hotelben. Ez a Commodore Hotel korábbi része volt, ahol 1946. június 6-án az eredeti NBA okiratot aláírták. A közlemény az évforduló egész szezonon át tartó megünneplésének kezdetét jelentette. Az ötven játékos közül negyvenheten részt vettek Clevelandben,  az 1997-es NBA All Star Game félidejében rendezett ünnepségen. Három játékos maradt távol: Pete Maravich 1988-ban, negyvenévesen elhunyt, Shaquille O’Neal térdsérülése után lábadozott, valamint Jerry West, akire sebészeti beavatkozás várt fülfertőzése miatt. Ez időben tizenegy játékos még aktív volt.

## A kiválasztott játékosok

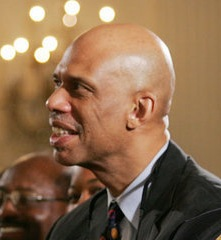
Kareem Abdul-Jabbar, az egyik szavazó, akit beválasztottak az NBA történetének 50 legnagyobb játékosa közé.

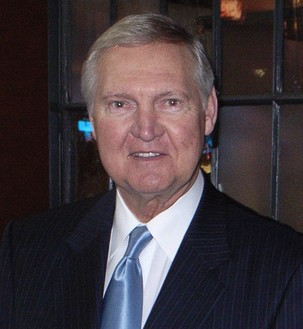
Jerry West, akiről az NBA logójának sziluettjét mintázták.

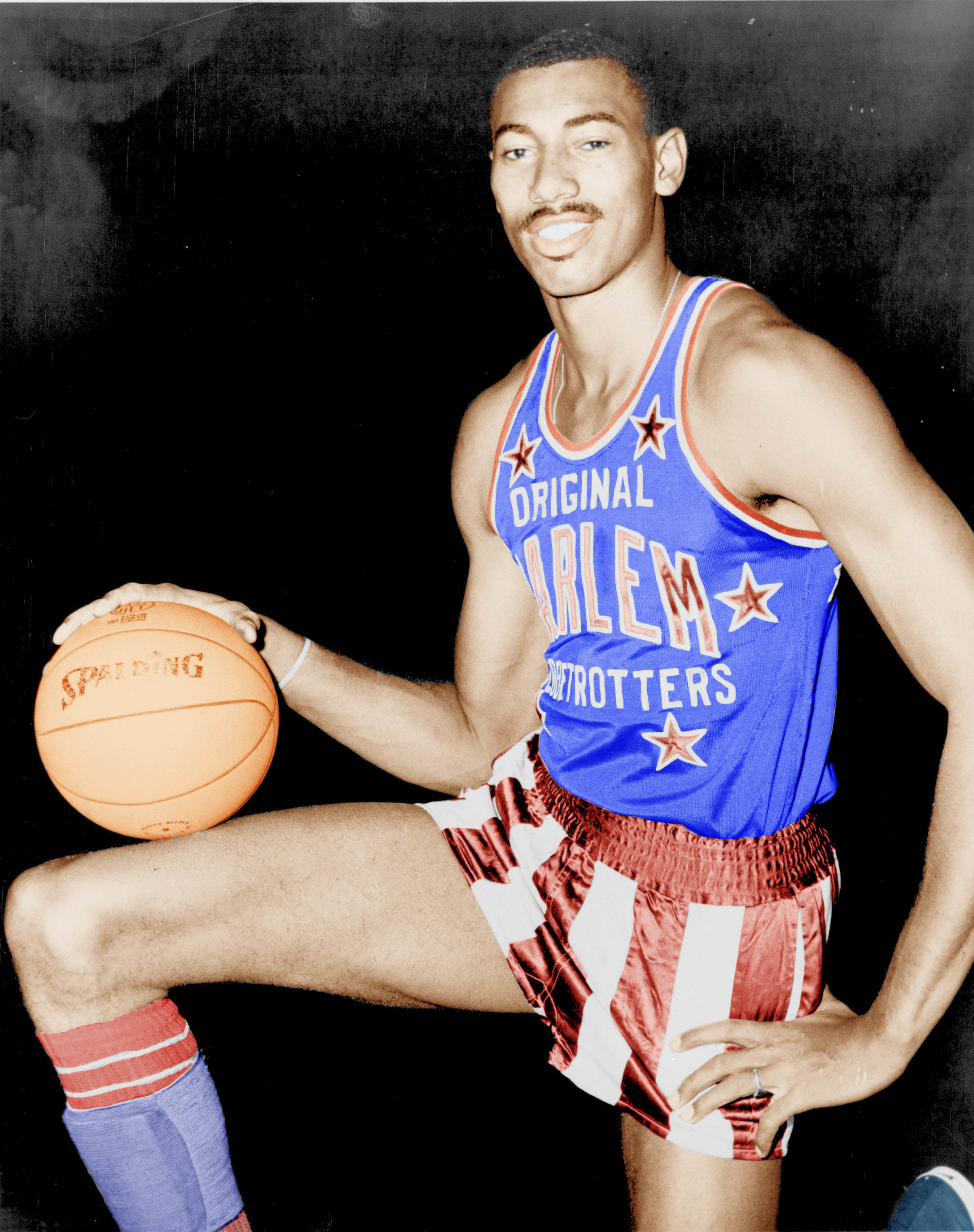
Wilt Chamberlain, az egyik szavazó, akit beválasztottak az NBA történetének 50 legnagyobb játékosa közé.

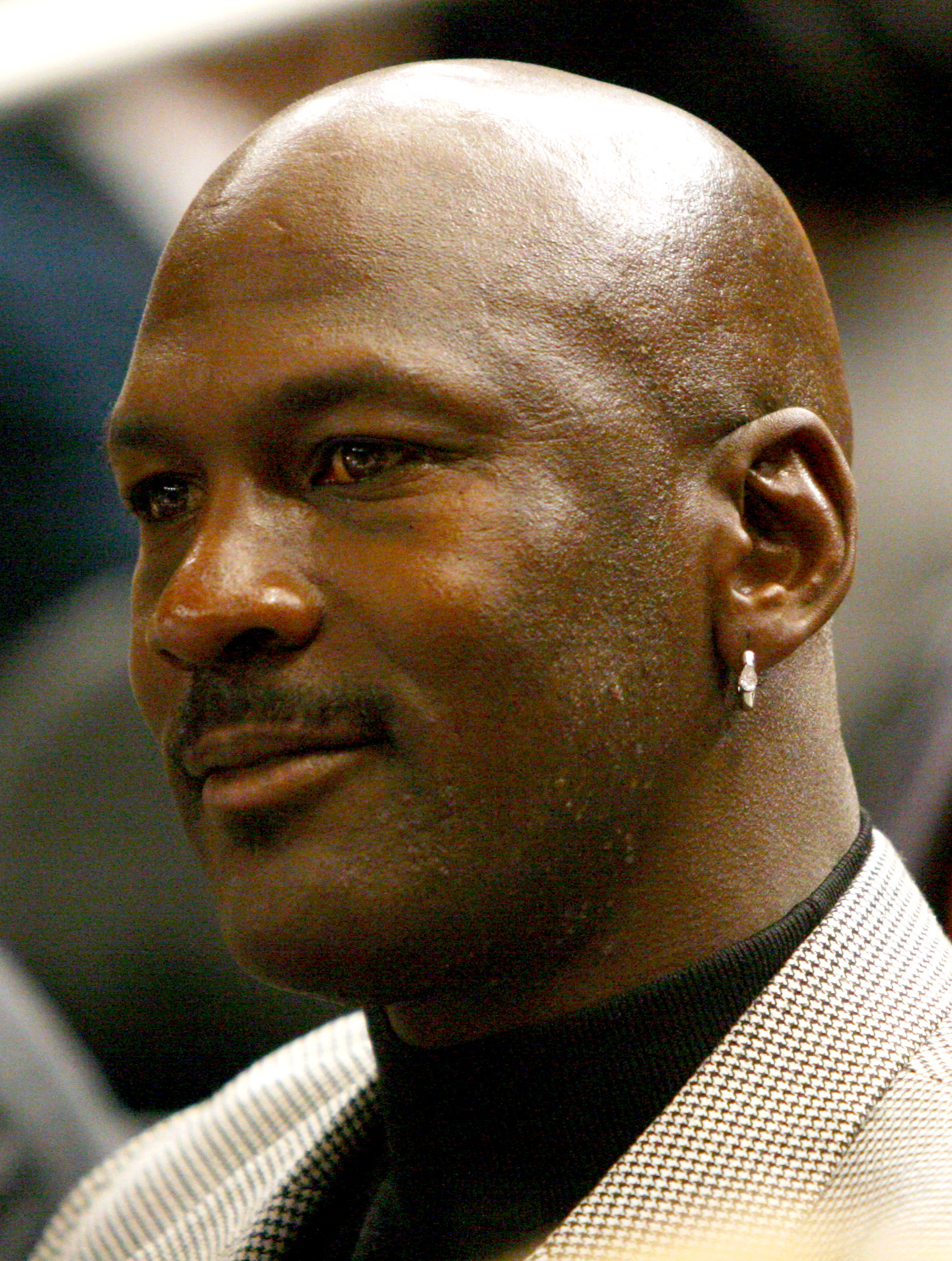
Michael Jordan még aktív játékosként került az NBA történetének 50 legnagyobb játékosa közé.

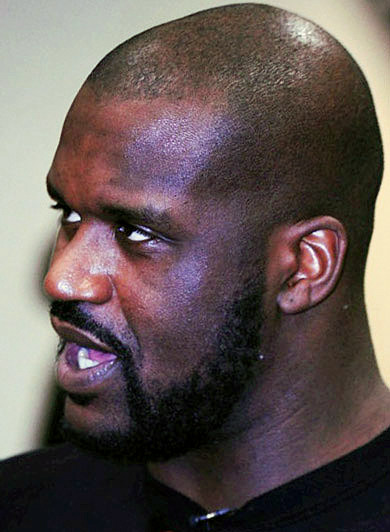
Shaquille O’Neal az NBA történetének 50 legnagyobb játékosának utolsó aktív tagja volt.

### A szavazás menete
A listát ötven kiválasztott bizottsági tag állította össze. Tizenhat korábbi játékos, akik mint játékosok szavaztak, tizenhárman az írott és elektronikus sajtó tagjai és huszonegy csapatképviselő: akkori és korábbi igazgatók, vezetőedzők és más vezetők. A játékosoknak tilos volt saját magukra szavazni. Végül tizenhárom korábbi NBA-játékos került a listára. A szavazók közül csupán három játékos (Bill Bradley, Johnny Kerr és Bob Lanier) nem került a legjobbak közé.

### Akik szavaztak
| Akiket beválasztottak az 50 legjobb közé. |

| Név                 | Kategória |
| ------------------- | --------- |
| Kareem Abdul-Jabbar | Játékos   |
| Marv Albert         | Média     |
| Al Attles           | Csapat    |
| Red Auerbach        | Csapat    |
| Elgin Baylor        | Csapat    |
| Dave Bing           | Játékos   |
| Larry Bird          | Csapat    |
| Marty Blake         | Csapat    |
| Fran Blinebury      | Média     |
| Bill Bradley        | Játékos   |
| Hubie Brown         | Csapat    |
| Wilt Chamberlain    | Játékos   |
| Mitch Chortkoff     | Média     |
| Bob Cousy           | Játékos   |
| Billy Cunningham    | Csapat    |
| Chuck Daly          | Csapat    |
| David DuPree        | Média     |
| Wayne Embry         | Csapat    |
| Julius Erving       | Játékos   |
| Joe Gilmartin       | Média     |
| Sam Goldaper        | Média     |
| Alex Hannum         | Csapat    |
| Lester Harrison     | Csapat    |
| John Havlicek       | Játékos   |
| Chick Hearn         | Média     |
| Red Holzman         | Csapat    |
| Phil Jasner         | Média     |
| Magic Johnson       | Játékos   |
| Johnny Kerr         | Játékos   |
| Leonard Koppett     | Média     |
| Bob Lanier          | Játékos   |
| Frank Layden        | Csapat    |
| Leonard Lewin       | Média     |
| Jack McCallum       | Média     |
| Dick McGuire        | Csapat    |
| George Mikan        | Játékos   |
| Bob Pettit          | Játékos   |
| Harvey Pollack      | Csapat    |
| Jack Ramsay         | Csapat    |
| Willis Reed         | Csapat    |
| Oscar Robertson     | Játékos   |
| Bill Russell        | Játékos   |
| Bob Ryan            | Média     |
| Dolph Schayes       | Játékos   |
| Bill Sharman        | Játékos   |
| Gene Shue           | Csapat    |
| Isiah Thomas        | Csapat    |
| Wes Unseld          | Csapat    |
| Peter Vecsey        | Média     |
| Jerry West          | Csapat    |

Kategória - az NBA által megállapított kategória.

### Az 50 legjobb játékos
Tizenegy játékos (Charles Barkley, Clyde Drexler, Patrick Ewing, Michael Jordan, Karl Malone, Shaquille O’Neal, Hakeem Olajuwon, Robert Parish, Scottie Pippen, David Robinson és John Stockton) volt aktív az 1996-97-es szezonban. A 2008-2009-es évadban csak O’Neal maradt, aki pályára lépett. Karl Malone, O’Neal és Pippen kivételével 2009-ig mindegyik játékos bekerült a Naismith Memorial Basketball Halhatatlanok Csarnokába, vagy jelölést kapott rá. Lenny Wilkens az egyetlen a játékosok közül, akit az edzők közé is beválasztottak.
| A játékos a szavazás idején aktív volt.               |                                                       |
| A játékost beválasztották a Halhatatlanok Csarnokába. |                                                       |
| Év                                                    | A Halhatatlanok Csarnokába választás jelölésének éve. |

| Név                 | Csapata(i) * | Poszt | Pont   | Lep.   | Gólp.  | bajnoki cím                                                           | MVP cím                                | döntő MVP cím                          | Év   | Hiv.   |
| ------------------- | --- | ----- | ------ | ------ | ------ | --------------------------------------------------------------------- | -------------------------------------- | -------------------------------------- | ---- | ------ |
| Kareem Abdul-Jabbar | Milwaukee Bucks (1969–1975) Los Angeles Lakers (1975–1989) | C     | 38 387 | 17 440 | 5 660  | 6 (1971, 1980, 1982, 1985, 1987, 1988)                                | 6 (1971, 1972, 1974, 1976, 1977, 1980) | 2 (1971, 1985)                         | 1995 | [ 2 ]  |
| Nate Archibald      | Cincinnati Royals / Kansas City-Omaha / Kansas City Kings (1970–1976) New York Nets (1976–1977) Boston Celtics (1978–1983) Milwaukee Bucks (1983–1984)                                                         | G     | 16 481 | 2 046  | 6 476  | 1 (1981)                                                              | -                                      | -                                      | 1991 | [ 3 ]  |
| Paul Arizin         | Philadelphia Warriors (1950–1962) | F/G   | 16 266 | 6 129  | 1 665  | 1 (1956)                                                              | -                                      | -                                      | 1978 | [ 4 ]  |
| Charles Barkley     | Philadelphia 76ers (1984–1992) Phoenix Suns (1992–1996) Houston Rockets (1996–2000) | F     | 23 757 | 12 546 | 4 215  | -                                                                     | 1 (1993)                               | -                                      | 2006 | [ 5 ]  |
| Rick Barry          | San Francisco / Golden State Warriors (1965–1967, 1972–1978) Houston Rockets (1978–1980) | F     | 18 395 | 5 168  | 4 017  | 1 (1975)                                                              | -                                      | 1 (1975)                               | 1987 | [ 6 ]  |
| Elgin Baylor        | Minneapolis / Los Angeles Lakers (1958–1971) | F     | 23 149 | 11 463 | 3 650  | -                                                                     | -                                      | -                                      | 1977 | [ 7 ]  |
| Dave Bing           | Detroit Pistons (1966–1975) Washington Bullets (1975–1977) Boston Celtics (1977–1978) | G     | 18 327 | 3 420  | 5 397  | -                                                                     | -                                      | -                                      | 1990 | [ 8 ]  |
| Larry Bird          | Boston Celtics (1979–1992) | F     | 21 791 | 8 974  | 5 695  | 3 (1981, 1984, 1986)                                                  | 3 (1984, 1985, 1986)                   | 2 (1984, 1986)                         | 1998 | [ 9 ]  |
| Wilt Chamberlain    | Philadelphia / San Francisco Warriors (1959–1965) Philadelphia 76ers (1965–1968) Los Angeles Lakers (1968–1973)                                                                                                | C     | 31 419 | 23 924 | 4 643  | 2 (1967, 1972)                                                        | 4 (1960, 1966, 1967, 1968)             | 1 (1972)                               | 1979 | [ 10 ] |
| Bob Cousy           | Boston Celtics (1950–1963) Cincinnati Royals (1969–1970) | G     | 16 960 | 4 786  | 6 955  | 6 (1957, 1959, 1960, 1961, 1962, 1963)                                | 1 (1957)                               | -                                      | 1971 | [ 11 ] |
| Dave Cowens         | Boston Celtics (1970–1980) Milwaukee Bucks (1982–1983) | C/F   | 13 516 | 10 444 | 2 910  | 2 (1974, 1976)                                                        | 1 (1973)                               | -                                      | 1991 | [ 12 ] |
| Billy Cunningham    | Philadelphia 76ers (1965–1972) Philadelphia 76ers (1974–1976) | F/C   | 13 626 | 6 638  | 2 625  | 2 (1967, 1983)                                                        | -                                      | -                                      | 1986 | [ 13 ] |
| Dave DeBusschere    | Detroit Pistons (1962–1968) New York Knicks (1968–1974) | F/G   | 14 053 | 9 618  | 2 497  | 2 (1970, 1973)                                                        | -                                      | -                                      | 1983 | [ 14 ] |
| Clyde Drexler       | Portland Trail Blazers (1983–1995) Houston Rockets (1995–1998) | G/F   | 22 195 | 6 677  | 6 125  | 1 (1995)                                                              | -                                      | -                                      | 2004 | [ 15 ] |
| Julius Erving       | Philadelphia 76ers (1976–1987) | F/G   | 18 364 | 5 601  | 3 224  | 1 (1983)                                                              | 1 (1981)                               | -                                      | 1993 | [ 16 ] |
| Patrick Ewing       | New York Knicks (1985–2000) Seattle SuperSonics (2000–2001) Orlando Magic (2001–2002) | C/F   | 24 815 | 11 607 | 2 215  | -                                                                     | -                                      | -                                      | 2008 | [ 17 ] |
| Walt Frazier        | New York Knicks (1967–1977) Cleveland Cavaliers (1977–1980) | G     | 15 581 | 4 830  | 5 040  | 2 (1970, 1973)                                                        | -                                      | -                                      | 1987 | [ 18 ] |
| George Gervin       | San Antonio Spurs (1976–1985) Chicago Bulls (1985–1986) | G/F   | 20 708 | 3 607  | 2 214  | -                                                                     | -                                      | -                                      | 1996 | [ 19 ] |
| Hal Greer           | Syracuse Nationals / Philadelphia 76ers (1958–1973) | G/F   | 21 586 | 5 665  | 4 540  | 1 (1967)                                                              | -                                      | -                                      | 1982 | [ 20 ] |
| John Havlicek       | Boston Celtics (1962–1978) | F/G   | 26 395 | 8 007  | 6 114  | 8 (1963, 1964, 1965, 1966, 1968, 1969, 1974, 1976)                    | -                                      | 1 (1974)                               | 1984 | [ 21 ] |
| Elvin Hayes         | San Diego / Houston Rockets (1968–1972, 1981–1984) Baltimore / Capital / Washington Bullets (1972–1981) | F/C   | 27 313 | 16 279 | 2 398  | 1 (1978)                                                              | -                                      | -                                      | 1990 | [ 22 ] |
| Magic Johnson       | Los Angeles Lakers (1979–1991, 1996) | G/F   | 17 707 | 6 559  | 10 141 | 5 (1980, 1982, 1985, 1987, 1988)                                      | 3 (1987, 1989, 1990)                   | 3 (1980, 1982, 1987)                   | 2002 | [ 23 ] |
| Sam Jones           | Boston Celtics (1957–1969) | G/F   | 15 411 | 4 305  | 2 209  | 10 (1959, 1960, 1961, 1962, 1963, 1964, 1965, 1966, 1968, 1969)       | -                                      | -                                      | 1984 | [ 24 ] |
| Michael Jordan      | Chicago Bulls (1984–1993, 1995–1998) Washington Wizards (2001–2003) | G/F   | 32 292 | 6 672  | 5 633  | 6 (1991, 1992, 1993, 1996, 1997, 1998)                                | 5 (1988, 1991, 1992, 1996, 1998)       | 6 (1991, 1992, 1993, 1996, 1997, 1998) | 2009 | [ 25 ] |
| Jerry Lucas         | Cincinnati Royals (1963–1969) San Francisco Warriors (1969–1971) New York Knicks (1971–1974) | F/C   | 14 053 | 12 942 | 2 732  | 1 (1973)                                                              | -                                      | -                                      | 1980 | [ 26 ] |
| Karl Malone         | Utah Jazz (1985–2003) Los Angeles Lakers (2003–2004) | F     | 36 928 | 14 968 | 5 248  | -                                                                     | 2 (1997, 1999)                         | -                                      | 2010 | [ 27 ] |
| Moses Malone        | Buffalo Braves (1976) Houston Rockets (1976–1982) Philadelphia 76ers (1982–1986, 1993–1994) Washington Bullets (1986–1988) Atlanta Hawks (1988–1991) Milwaukee Bucks (1991–1993) San Antonio Spurs (1994–1995) | C/F   | 27 409 | 16 212 | 1 796  | 1 (1983)                                                              | 3 (1979, 1982, 1983)                   | 1 (1983)                               | 2001 | [ 28 ] |
| Pete Maravich       | Atlanta Hawks (1970–1974) New Orleans / Utah Jazz (1974–1980) Boston Celtics (1980) | G     | 15 948 | 2 747  | 3 563  | -                                                                     | -                                      | -                                      | 1987 | [ 29 ] |
| Kevin McHale        | Boston Celtics (1980–1993) | F/C   | 17 335 | 7 122  | 1 670  | 3 (1981, 1984, 1986)                                                  | -                                      | -                                      | 1999 | [ 30 ] |
| George Mikan        | Minneapolis Lakers (1948–1956) | C     | 10 156 | 4 167  | 1 245  | 5 (1949, 1950, 1952, 1953, 1954)                                      | -                                      | -                                      | 1959 | [ 31 ] |
| Earl Monroe         | Baltimore Bullets (1967–1971) New York Knicks (1971–1980) | G     | 17 454 | 2 796  | 3 594  | 1 (1973)                                                              | -                                      | -                                      | 1990 | [ 32 ] |
| Shaquille O’Neal    | Orlando Magic (1992–1996) Los Angeles Lakers (1996–2004) Miami Heat (2004–2008) Phoenix Suns (2008–2009) Cleveland Cavaliers (2009–2010) Boston Celtics (2010–2011)                                            | C     | 28 596 | 13 099 | 3 026  | 4 (2000, 2001, 2002, 2006)                                            | 1 (2000)                               | 3 (2000, 2001, 2002)                   | -    | [ 33 ] |
| Hakeem Olajuwon     | Houston Rockets (1984–2001) Toronto Raptors (2001–2002) | C     | 26 946 | 13 748 | 3 058  | 2 (1994, 1995)                                                        | 1 (1994)                               | 2 (1994, 1995)                         | 2008 | [ 34 ] |
| Robert Parish*      | Golden State Warriors (1976–1980) Boston Celtics (1980–1994) Charlotte Hornets (1994–1996) Chicago Bulls (1996–1997)                                                                                           | C     | 23 334 | 14 715 | 2 180  | 4 (1981, 1984, 1986, 1997)                                            | -                                      | -                                      | 2003 | [ 35 ] |
| Bob Pettit          | Milwaukee / St. Louis Hawks (1954–1965) | F/C   | 20 880 | 12 849 | 2 369  | 1 (1958)                                                              | 2 (1956, 1959)                         | -                                      | 1971 | [ 36 ] |
| Scottie Pippen      | Chicago Bulls (1987–1998, 2003–2004) Houston Rockets (1998–1999) Portland Trail Blazers (1999–2003) | F/G   | 18 940 | 7 494  | 6 135  | 6 (1991, 1992, 1993, 1996, 1997, 1998)                                | -                                      | -                                      | 2010 | [ 37 ] |
| Willis Reed         | New York Knicks (1964–1974) | C/F   | 12 183 | 8 414  | 1 186  | 2 (1970, 1973)                                                        | 1 (1970)                               | 2 (1970, 1973)                         | 1982 | [ 38 ] |
| Oscar Robertson     | Cincinnati Royals (1960–1970) Milwaukee Bucks (1970–1974) | G/F   | 26 710 | 7 804  | 9 887  | 1 (1971)                                                              | 1 (1964)                               | -                                      | 1980 | [ 39 ] |
| David Robinson      | San Antonio Spurs (1989–2003) | C     | 20 790 | 10 497 | 2 441  | 2 (1999, 2003)                                                        | 1 (1995)                               | -                                      | 2009 | [ 40 ] |
| Bill Russell        | Boston Celtics (1956–1969) | C     | 14 522 | 21 620 | 4 100  | 11 (1957, 1959, 1960, 1961, 1962, 1963, 1964, 1965, 1966, 1968, 1969) | 5 (1958, 1961, 1962, 1963, 1965)       | -                                      | 1975 | [ 41 ] |
| Dolph Schayes       | Syracuse Nationals / Philadelphia 76ers (1949–1964) | F/C   | 18 438 | 11 256 | 3 072  | 1 (1955)                                                              | -                                      | -                                      | 1973 | [ 42 ] |
| Bill Sharman        | Washington Capitols (1950–1951) Boston Celtics (1951–1961) | G     | 12 665 | 2 779  | 2 101  | 4 (1957, 1959, 1960, 1961)                                            | -                                      | -                                      | 1976 | [ 43 ] |
| John Stockton       | Utah Jazz (1984–2003) | G     | 19 711 | 4 051  | 15 806 | -                                                                     | -                                      | -                                      | 2009 | [ 44 ] |
| Isiah Thomas        | Detroit Pistons (1981–1994) | G     | 18 822 | 3 478  | 9 061  | 2 (1989, 1990)                                                        | -                                      | 1 (1990)                               | 2000 | [ 45 ] |
| Nate Thurmond       | San Francisco / Golden State Warriors (1963–1974) Chicago Bulls (1974–1975) Cleveland Cavaliers (1975–1977) | C/F   | 14 437 | 14 464 | 2 575  | -                                                                     | -                                      | -                                      | 1985 | [ 46 ] |
| Wes Unseld          | Baltimore / Capital / Washington Bullets (1968–1981) | C/F   | 10 624 | 13 769 | 3 822  | 1 (1978)                                                              | 1 (1969)                               | 1 (1978)                               | 1988 | [ 47 ] |
| Bill Walton         | Portland Trail Blazers (1974–1979) San Diego / Los Angeles Clippers (1979–1985) Boston Celtics (1985–1987) | C/F   | 6 215  | 4 923  | 1 590  | 2 (1977, 1986)                                                        | 1 (1978)                               | 1 (1977)                               | 1993 | [ 48 ] |
| Jerry West          | Los Angeles Lakers (1960–1974) | G/F   | 25 192 | 5 366  | 6 238  | 1 (1972)                                                              | -                                      | 1 (1969)                               | 1980 | [ 49 ] |
| Lenny Wilkens       | St. Louis Hawks (1960−1968) Seattle SuperSonics (1968–1972) Cleveland Cavaliers (1972–1974) Portland Trail Blazers (1974−1975)                                                                                 | G     | 17 772 | 5 030  | 7 211  | 1 (1979)                                                              | -                                      | -                                      | 1989 | [ 50 ] |
| James Worthy        | Los Angeles Lakers (1982–1994) | F     | 16 320 | 4 708  | 2 791  | 3 (1985, 1987, 1988)                                                  | -                                      | 1 (1988)                               | 2003 | [ 51 ] |

* - Nem tartalmazza a lista az American Basketball Association (ABA) csapatait, amik az 1976-os egyesítésben nem vettek részt.

## A kiválasztott edzők

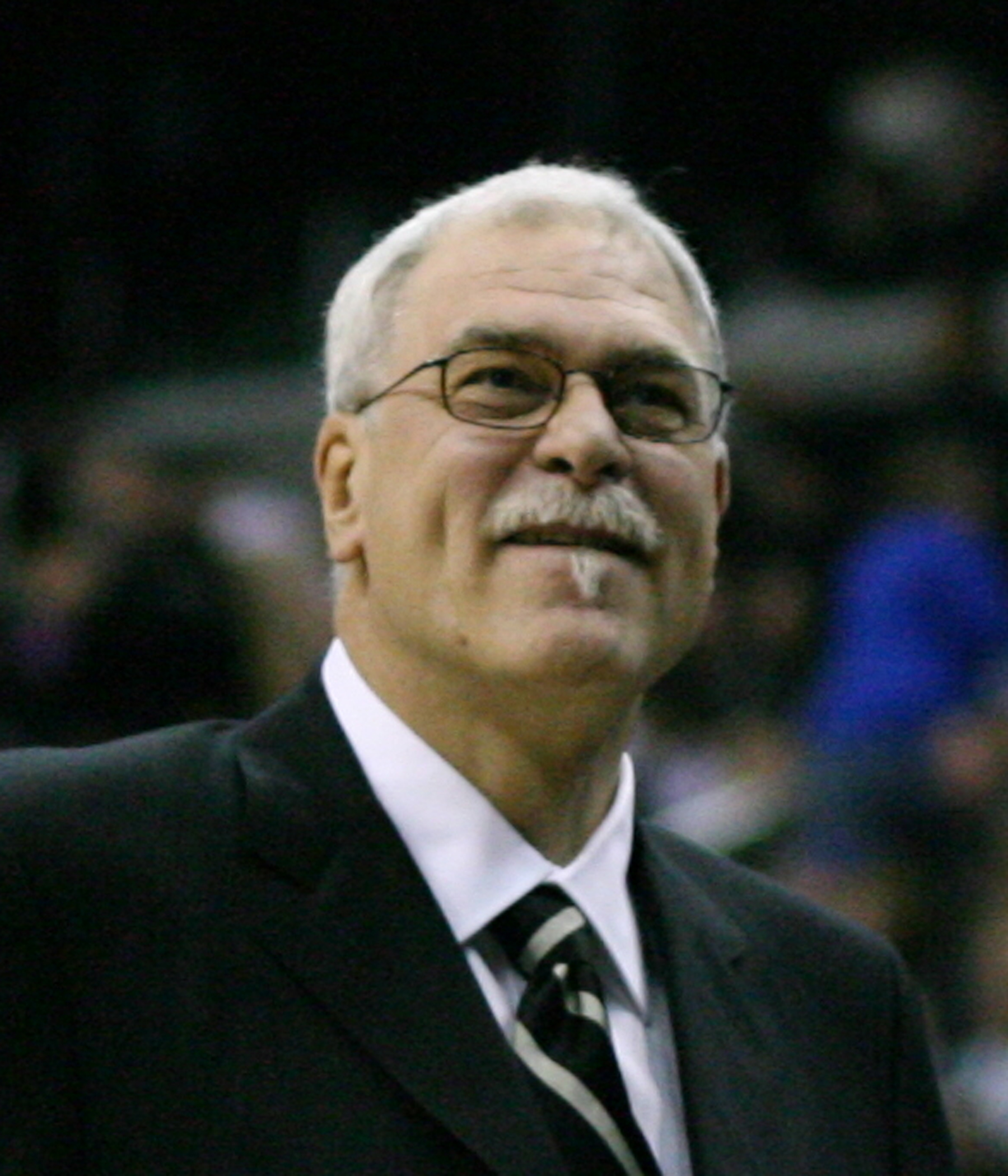
Phil Jackson, akit beválasztottak az NBA történetének 10 legjobb edzője közé.

Az 50 legnagyobb játékos kiválasztása mellett kiválasztásra került az NBA történetének 10 legjobb edzője is. A listát olyan médiarésztvevők állították össze, akik rendszeresen foglalkoznak az NBA-vel. A lista közzétételekor négy edző — Phil Jackson, Don Nelson, Pat Riley és Lenny Wilkens — még aktív volt. Csupán Jackson és Nelson irányított csapatot a 2008–2009-es évadban is. Nelson az egyetlen edző, aki nem nyert bajnokságot, noha játékosként öt bajnoki gyűrűt is szerzett. Lenny Wilkens az egyedüli, akit a játékosok közé is beválasztottak.
| Az edzőt beválasztották a Halhatatlanok Csarnokába. |                                                       |
| Év                                                  | A Halhatatlanok Csarnokába választás jelölésének éve. |

| Edző          | Csapat(ok), ahol edzősködött * | Edzői mérleg                          | bajnoki cím edzőként                                                  | Év edzője cím        | Év   | Hiv.   |
| ------------- | --- | ------------------------------------- | --------------------------------------------------------------------- | -------------------- | ---- | ------ |
| Red Auerbach  | Washington Capitols (1946–1949) Tri-Cities Blackhawks (1949–1950) Boston Celtics (1950–1965) | 938–479 (66,2%)                       | 9 (1957, 1959, 1960, 1961, 1962, 1963, 1964, 1965, 1966)              | 1 (1965)             | 1969 | [ 52 ] |
| Chuck Daly    | Cleveland Cavaliers (1982) Detroit Pistons (1983–1992) New Jersey Nets (1992–1994) Orlando Magic (1997–1999)                                                                                    | 564–379 (59,8%) 638–437 (59,3%) **    | 2 (1989, 1990)                                                        | -                    | 1994 | [ 53 ] |
| Bill Fitch    | Cleveland Cavaliers (1970–1979) Boston Celtics (1979–1983) Houston Rockets (1983–1988) New Jersey Nets (1989–1992) Los Angeles Clippers (1994–1998)                                             | 944–1106 (46,0%)                      | 1 (1981)                                                              | 2 (1976, 1980)       | -    | [ 54 ] |
| Red Holzman   | Milwaukee / St. Louis Hawks (1954–1956) New York Knicks (1967–1982) | 696–604 (53,5%)                       | 2 (1970, 1973)                                                        | 1 (1970)             | 1986 | [ 55 ] |
| Phil Jackson  | Chicago Bulls (1989–1998) Los Angeles Lakers (1999–2004, 2005–2011) | 414–160 (72,1%) 1155–485 (70,4%) **   | 11 (1991, 1992, 1993, 1996, 1997, 1998, 2000, 2001, 2002, 2009, 2010) | 1 (1996)             | 2007 | [ 56 ] |
| John Kundla   | Minneapolis Lakers (1948–1959) | 423–302 (58,3%)                       | 5 (1949, 1950, 1952, 1953, 1954)                                      | -                    | 1995 | [ 57 ] |
| Don Nelson    | Milwaukee Bucks (1976–1987) Golden State Warriors (1988–1994, 2006–2010) New York Knicks (1995–1996) Dallas Mavericks (1997–2005)                                                               | 851–629 (57,5%) 1335–1063 (55,7%) **  | -                                                                     | 3 (1983, 1985, 1992) | 2012 | [ 58 ] |
| Jack Ramsay   | Philadelphia 76ers (1968–1972) Buffalo Braves (1972–1976) Portland Trail Blazers (1976–1986) Indiana Pacers (1986–1988)                                                                         | 864–783 (52,5%)                       | 1 (1977)                                                              | -                    | 1992 | [ 59 ] |
| Pat Riley     | Los Angeles Lakers (1981–1990) New York Knicks (1991–1995) Miami Heat (1995–2003, 2005–2008) | 798–339 (70,2%) 1210–694 (63,6%) **   | 5 (1982, 1985, 1987, 1988, 2006)                                      | 3 (1990, 1993, 1997) | 2008 | [ 60 ] |
| Lenny Wilkens | Seattle SuperSonics (1969–1972, 1977–1985) Portland Trail Blazers (1974–1976) Cleveland Cavaliers (1986–1993) Atlanta Hawks (1993–1999) Toronto Raptors (2000–2003) New York Knicks (2004–2005) | 1014–850 (54,4%) 1332–1155 (53,6%) ** | 1 (1979)                                                              | 1 (1994)             | 1998 | [ 61 ] |

* - Nem tartalmazza a lista az American Basketball Association (ABA) csapatait, amik az 1976-os egyesítésben nem vettek részt.
** - A dőlt betűs adatok a 2010–2011-es szezonig bezárólag értendők; az azt megelőző adatok a választáskor élő mutató.

## A kiválasztott csapatok
Szintén az évforduló megünneplésének része volt, hogy kiválasztották az NBA történetének 10 legjobb csapatát is. A listát itt is olyan médiarésztvevők állították össze, akik rendszeresen foglalkoznak az NBA-vel. A csapatokat egy bizonyos idény csapataiként választották. A csapatok mindegyike megnyerte a bajnokságot, átlagosan 66 győzelmet jegyeznek az alapszakaszban. Az 1995–1996-os Chicago Bulls rendelkezik a legjobb alapszakasz-eredménnyel, 72 győzelemmel. A harminc NBA csapatból (a választáskor 29 csapat volt) hat került a legjobbak közé. A Boston Celtics, a Chicago Bulls, a Los Angeles Lakers és a Philadelphia 76ers kétszer szerepel a listán. A dőlt betűvel írt játékosokat a bejelentést követően választották a Halhatatlanok Csarnokába.
| Szezon  | Csapat             | Alapszakasz eredmény | Rájátszás eredmény | A keret és a vezetőedző | A Halhatatlanok Csarnokába beválasztott játékosok                        | Az 50 legnagyobb közé beválasztott játékosok             | Hiv.   |
| ------- | ------------------ | -------------------- | ------------------ | --- | ------------------------------------------------------------------------ | -------------------------------------------------------- | ------ |
| 1964–65 | Boston Celtics     | 62–18 (77,5%)        | Bajnoki cím 1965   | Ron Bonham, Mel Counts, John Havlicek, Tom Heinsohn, K.C. Jones, Sam Jones, Willie Naulls, Bevo Nordmann, Bill Russell, Tom Sanders, Larry Siegfried, John Thompson, Gerry Ward edző: Red Auerbach *                                                                  | 5 (K.C. Jones, Sam Jones, Tom Heinsohn, Bill Russell, John Havlicek)     | 3 (Sam Jones, Bill Russell, John Havlicek)               | [ 62 ] |
| 1966–67 | Philadelphia 76ers | 68–13 (84,0%)        | Bajnoki cím 1967   | Wilt Chamberlain, Larry Costello, Billy Cunningham, Dave Gambee, Hal Greer, Matt Guokas, Lucious Jackson, Wali Jones, Bill Melchionni, Chet Walker, Bob Weiss edző: Alex Hannum *                                                                                     | 4 (Hal Greer, Wilt Chamberlain, Billy Cunningham, Chet Walker)           | 3 (Hal Greer, Wilt Chamberlain, Billy Cunningham)        | [ 63 ] |
| 1969–70 | New York Knicks    | 60–22 (73,2%)        | Bajnoki cím 1970   | Dick Barnett, Nate Bowman, Bill Bradley, Dave DeBusschere, Walt Frazier, Bill Hosket, Jr., Don May, Willis Reed, Mike Riordan, Cazzie Russell, Dave Stallworth, John Warren edző: Red Holzman *                                                                       | 4 (Walt Frazier, Bill Bradley, Dave DeBusschere, Willis Reed)            | 3 (Walt Frazier, Dave DeBusschere, Willis Reed)          | [ 64 ] |
| 1971–72 | Los Angeles Lakers | 69–13 (84,1%)        | Bajnoki cím 1972   | Elgin Baylor, Wilt Chamberlain, Jim Cleamons, LeRoy Ellis, Keith Erickson, Gail Goodrich, Happy Hairston, Jim McMillian, Pat Riley, Flynn Robinson, John Trapp, Jerry West edző: Bill Sharman *                                                                       | 4 (Gail Goodrich, Jerry West, Wilt Chamberlain, Elgin Baylor **          | 3 (Jerry West, Wilt Chamberlain, Elgin Baylor)           | [ 65 ] |
| 1982–83 | Philadelphia 76ers | 65–17 (79,3%)        | Bajnoki cím 1983   | J. J. Anderson, Maurice Cheeks, Earl Cureton, Franklin Edwards, Julius Erving, Marc Iavaroni, Clemon Johnson, Reggie Johnson, Bobby Jones, Moses Malone, Mark McNamara, Clint Richardson, Russ Schoene, Andrew Toney edző: Billy Cunningham                           | 2 (Julius Erving, Moses Malone)                                          | 2 (Julius Erving, Moses Malone)                          | [ 66 ] |
| 1985–86 | Boston Celtics     | 67–15 (81,7%)        | bajnoki cím 1986   | Danny Ainge, Larry Bird, Rick Carlisle, Dennis Johnson, Greg Kite, Kevin McHale, Robert Parish, Jerry Sichting, David Thirdkill, Sam Vincent, Bill Walton, Scott Wedman, Sly Williams edző: K. C. Jones                                                               | 5 (Kevin McHale, Larry Bird, Robert Parish, Bill Walton, Dennis Johnson) | 4 (Kevin McHale, Larry Bird, Robert Parish, Bill Walton) | [ 67 ] |
| 1986–87 | Los Angeles Lakers | 65–17 (79,3%)        | Bajnoki cím 1987   | Kareem Abdul-Jabbar, Adrian Branch, Frank Brickowski, Michael Cooper, A. C. Green, Magic Johnson, Wes Matthews, Kurt Rambis, Mike Smrek, Byron Scott, Billy Thompson, Mychal Thompson, James Worthy edző: Pat Riley *                                                 | 3 (Magic Johnson, James Worthy, Kareem Abdul-Jabbar)                     | 3 (Magic Johnson, James Worthy, Kareem Abdul-Jabbar)     | [ 68 ] |
| 1988–89 | Detroit Pistons    | 63–19 (76,8%)        | Bajnoki cím 1989   | Mark Aguirre, Adrian Dantley, Darryl Dawkins, Fennis Dembo, Joe Dumars, James Edwards, Steve Harris, Vinnie Johnson, Bill Laimbeer, John Long, Rick Mahorn, Pace Mannion, Dennis Rodman, Jim Rowinski, John Salley, Isiah Thomas, Micheal Williams edző: Chuck Daly * | 4 (Isiah Thomas, Joe Dumars, Adrian Dantley, Dennis Rodman)              | 1 (Isiah Thomas)                                         | [ 69 ] |
| 1991–92 | Chicago Bulls      | 67–15 (81,7%)        | Bajnoki cím 1992   | B.J. Armstrong, Bill Cartwright, Horace Grant, Bob Hansen, Craig Hodges, Dennis Hopson, Michael Jordan, Stacey King, Cliff Levingston, Chuck Nevitt, John Paxson, Will Perdue, Scottie Pippen, Mark Randall, Rory Sparrow, Scott Williams edző: Phil Jackson *        | 2 (Michael Jordan, Scottie Pippen)                                       | 2 (Michael Jordan, Scottie Pippen)                       | [ 70 ] |
| 1995–96 | Chicago Bulls      | 72–10 (87,8%)        | Bajnoki cím 1996   | Randy Brown, Jud Buechler, Jason Caffey, James Edwards, Jack Haley, Ron Harper, Michael Jordan, Steve Kerr, Luc Longley, Toni Kukoč, Scottie Pippen, Dennis Rodman, John Salley, Dickey Simpkins, Bill Wennington edző: Phil Jackson *                                | 3 (Michael Jordan, Scottie Pippen, Dennis Rodman)                        | 2 (Michael Jordan, Scottie Pippen)                       | [ 71 ] |

* - Edzőként beválasztották a Halhatatlanok Csarnokába. Bill Sharmant játékosként és edzőként is beválasztották.
** - Miután a második mérkőzésen megsérült, Elgin Baylor kihagyta az 1971–72-es szezon hátralévő részét. A következő idény kezdetén visszavonult.

## Külső hivatkozások
- Az 50 legnagyobb játékos oldala az NBA.com-on
- A 10 legjobb edző oldala az NBA.com-on
- A 10 legjobb csapat oldala az NBA.com-on